# كيليان مبابي
كيليان مبابي لوتان (
تنطق بالفرنسية: [kiljan (ɛ)mbape lɔtɛ̃]؛ مواليد 20 ديسمبر 1998) هو لاعب كرة قدم فرنسي يلعب في مركز الهجوم مع نادي ريال مدريد في الدوري الإسباني وقائد المنتخب الفرنسي. يُعتبر أحد أفضل اللاعبين في العالم، وهو معروف بدقته في الإنهاء، والمراوغة، والقوة، والسرعة العالية.
ولد مبابي في باريس ونشأ في مدينة بوندي المجاورة، وبدأ مسيرته مع الأندية الكبرى في عام 2015 مع موناكو في الدوري الفرنسي، وكان يبلغ من العمر 16 عامًا، حيث فاز بلقب الدوري الفرنسي في موسم 2016–17، وجائزة أفضل لاعب شاب في الدوري الفرنسي، وجائزة الفتى الذهبي. في عام 2017، عندما كان يبلغ من العمر 18 عامًا، وقع مبابي مع منافسه باريس سان جيرمان في صفقة انتقال دائمة بقيمة 180 مليون يورو، مما جعله ثاني أغلى لاعب في العالم وأغلى لاعب مراهق في التاريخ. مع باريس سان جيرمان، فاز بستة ألقاب في الدوري الفرنسي وأربعة ألقاب في كأس فرنسا، بما في ذلك الرباعية المحلية في موسم 2019–20، بينما قاد النادي أيضًا إلى أول نهائي له على الإطلاق في دوري أبطال أوروبا في عام 2020. وهو الهدّاف التاريخي لباريس سان جيرمان ويحتل المرتبة الثالثة في عدد التمريرات الحاسمة في التاريخ. في عام 2024، انضم مبابي إلى ريال مدريد في صفقة انتقال مجانية.
على المستوى الدولي، ظهر مبابي لأول مرة مع منتخب فرنسا في عام 2017، عندما كان يبلغ من العمر 18 عامًا. وفي كأس العالم 2018، أصبح مبابي أصغر لاعب فرنسي يسجل في كأس العالم، وكذلك ثاني مراهق، بعد بيليه، يسجل في نهائي كأس العالم. أنهى بالمركز الثاني كأفضل هداف حيث فازت فرنسا بالبطولة. واستمر في الفوز بجائزتي أفضل لاعب شاب في كأس العالم وأفضل لاعب فرنسي لهذا العام عن أدائه. كما ساعد فرنسا على الفوز في دوري الأمم الأوروبية في عام 2021، وحصل على جائزة هداف البطولة في النهائيات. في كأس العالم 2022، وصلت فرنسا إلى النهائي. فاز مبابي بالحذاء الذهبي والكرة الفضية وسجل الرقم القياسي لأكبر عدد من الأهداف المسجلة في نهائيات كأس العالم. مبابي هو واحد من لاعبين اثنين فقط سجلا في نهائيين متتاليين لكأس العالم (الآخر هو اللاعب البرازيلي فافا في 1958 و1962).
كان مبابي وصيفًا لجائزة الفيفا لأفضل لاعب في عام 2022. تم اختياره ضمن تشكيلة فيفبرو في 2018 و2019 و2022 و2023، وجائزة اليويفا لأفضل فريق لعام 2018 وتشكيلة الموسم لدوري أبطال أوروبا في 2016–17 و2019–20 و2020–21 و2021–22. حصل على جائزة الفتى الذهبي في عام 2017، وتم اختياره ضمن القائمة المختصرة لجائزة لوريوس الرياضية العالمية لأفضل رياضي لعامي 2019 و2023. حصل مبابي على جائزة لاعب الموسم في الدوري الفرنسي خمسة مرات، وحصل على لقب هداف الدوري الفرنسي برقم قياسي مشترك بستة مواسم؛ في موسم 2021–22، أصبح أول لاعب ينهي الموسم بصدارة هدافي الدوري الفرنسي وأفضل مقدم مُمرر تمريرات حاسمة. وفي عام 2023، كان من بين أكثر 100 شخص تأثيرًا في العالم بحسب مجلة تايم، واحتل المرتبة الثالثة في قائمة فوربس للرياضيين الأعلى أجرًا في العالم.

## سيرة شخصية
كيليان مبابي لوتين، ولد في 20 ديسمبر 1998، في الدائرة 19 في باريس، فرنسا، هو لاعب كرة قدم فرنسي اشتهر كمهاجم لنادي باريس سان جيرمان وقائد المنتخب الفرنسي. يحظى مبابي بشهرة واسعة كواحد من أفضل اللاعبين في العالم، ويفتخر بمجموعة رائعة من الإنجازات، بما في ذلك الفوز بكأس العالم 2018 وحصوله على لقب أفضل لاعب  شاب في البطولة.
بدأت رحلة مبابي إلى النجومية في نادي بوندي شبه المحترف، قبل أن يلفت أنظار كشافي موناكو في عام 2015. عندما كان عمره 16 عامًا فقط، ظهر لأول مرة مع موناكو، وحفر اسمه في التاريخ باعتباره أصغر لاعب يسجل لأول مرة في النادي وهدافًا. لعب أداءه الرائع دورًا محوريًا في فوز موناكو بالبطولة الفرنسية في موسم

## النشأة
ولد كيليان مبابي في 20 ديسمبر 1998 في الدائرة التاسعة عشرة في باريس، ونشأ في بوندي، وهي ضاحية للطبقة العاملة على بعد 10.9 كم (6.8 ميل) شمال باريس، فرنسا. والده، ويلفريد مبابي، ينحدر من أصول كاميرونية، وكذلك وكيله، وهو مدرب كرة قدم. بينما والدته فايزة العماري، تنحدر من أصول جزائرية، وهي لاعبة كرة يد سابقة. لديه أخ أصغر، إيثان، الذي يلعب في باريس سان جيرمان. وشقيقه بالتبني، جيريس كيمبو إكوكو، هو أيضًا لاعب كرة قدم محترف سابقًا.
عندما كان طفلاً، ذهب مبابي إلى مدرسة كاثوليكية خاصة في بوندي، حيث كان يعتبر موهوبًا أكاديميًا ولكنه عنيد. في سن الخامسة عشرة، بدأ يتلقى دروسًا في اللغة الإسبانية، وفي النهاية أصبح يجيد اللغة. من بين اللاعبين الذين ألهموا مبابي في طفولته كانوا زين الدين زيدان، كريستيانو رونالدو، نيمار، رونالدينيو، ليونيل ميسي، رونالدو نازاريو، إدين هازارد، وتييري هنري. عندما كان طفلاً، تلقى مبابي قميص روبينيو الخاص بنادي إيه سي ميلان كهدية من عائلة مربيته، التي كانت من أنصار النادي الإيطالي. ومع ذلك، عندما كان طفلاً، كان مبابي يطمح إلى اللعب لريال مدريد.

## مسيرته الكروية

### بدايته المبكرة
بدأ مسيرته المهنية مع نادي آس بوندي، الذي كان يدربه والده ويلفريد.
في نهاية المطاف انتقل إلى أكاديمية كليرفونتين الشهيرة، وقدّم أداءً مثيرًا للإعجاب مما دفع العديد من الأندية الفرنسية، وريال مدريد وتشيلسي وليفربول ومانشستر سيتي وبايرن ميونخ حاولوا التعاقد معه. في سن الحادية عشرة، دعا ريال مدريد مبابي للتدريب مع فريق تحت 12 سنة وزيارة مرافق النادي. تابع نادي كان مبابي لمدة ثلاث سنوات، لكن هبوطهم من الدوري الفرنسي في عام 2012 وفشلهم في الصعود في العام التالي، مما يعني أنهم لن يتمكنوا من تحمل تكاليف توقيعه. في سن 14 سافر إلى لندن بعد دعوة من تشيلسي، ولعب مباراة لفريق الشباب ضد تشارلتون أثلتيك.

### موناكو

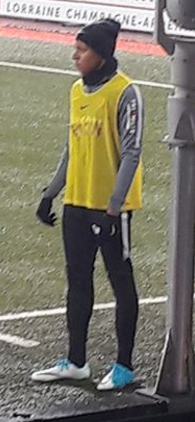
مبابي يجري عمليات الإحماء مع موناكو في 2017

في يوليو 2013، في عمر 14 عامًا، انضم مبابي إلى أكاديمية الشباب في نادي موناكو، ووقع عقدًا لمدة ثلاث سنوات. كان موناكو قد تفوق على ريال مدريد وزين الدين زيدان في الحصول على توقيع مبابي، حيث كان زيدان «مشاركًا بشكل كبير» في الجهود المبذولة للتعاقد معه.

#### 2015–17: تطوّره ولقب الدوري
في أكتوبر 2015، جلب ليوناردو جارديم مبابي ليكون ركيزة أساسية في فريق الرديف لموناكو، لكن مستوى مهارته ونضجه دفعا إلى تصعيده للفريق الأول بعد ثلاثة أسابيع فقط. لعب مبابي أول مباراة له مع الفريق الأول لنادي موناكو في 2 ديسمبر 2015 ضد نادي كاين في الدوري الفرنسي والتي أنتهت بالتعادل الإيجابي 1–1. حيث دخل كبديل للاعب فابيو كوينتراو عند الدقيقة 88. ليصبح أصغر لاعب يلعب لنادي موناكو في التاريخ بعمر 16 عام و 347 يوم. كسر مبابي رقم تييري هنري الذي ظلّ صامداً لمدة 21 عام.
في 20 فبراير 2016، سجّل مبابي هدفة الأول وهو بعمر 17 عام و 62 يوم مع الفريق الأول لنادي موناكو في الوقت بدل الضائع من مباراة الفوز 3–1 على نادي تروا، ليصبح أصغر هدّاف في تاريخ موناكو— ليكسر مرة أخرى رقم تييري هنري. وفي 6 مارس، وقّع مبابي أول عقدي أحترافي له، وكانت مدة العقد ثلاث سنوات، ليربطة مع موناكو إلى يونيو 2019. في مقابلة مع سي إن إن، صرح فاديم فاسيليف، نائب رئيس موناكو، الذي لعب دورًا رئيسيًا في توقيع مبابي لأول عقد احترافي له مع النادي، أنه كان يعلم مبكرًا أن مبابي كان «ظاهرة».
سجٌل مبابي أول هاتريك في مسيرته في 14 ديسمبر 2016 في مباراة الفوز 7–0 على نادي رين في بطولة كأس الرابطة الفرنسية في دور ال16 على ملعب لويس الثاني. وكان هذا الهاتريك أول هاتريك يسجله لاعب من موناكو في بطولة كأس الرابطة الفرنسية منذ سوني أندرسون في عام 1997. في 11 فبراير 2017، سجل مبابي أول هاتريك في مسيرته بالدوري الفرنسي في مباراة الفوز 5–0 على نادي ميتز. وكان عمره 18 عاماً وشهرين، ليصبح أصغر لاعب يسجل هاتريك في الدوري الفرنسي منذ جيريمي مينيز مع نادي سوشو في عام 2005. في 21 فبراير، سجل مبابي هدفه الأول في البطولات الأوروبية (دوري أبطال أوروبا أو الدوري الأوروبي) ليصبح ثاني أصغر لاعب فرنسي يسجل هدف في دوري أبطال أوروبا بعد كريم بنزيما، في ذهاب دور الـ16 ضد مانشستر سيتي في المباراة المثيرة التي خسرها موناكو 5–3. وفي 5 مارس، سجل مبابي هدفين ضد نادي نانت في المباراة التي انتهت بفوز موناكو 4–0، ليصل إلى 10 أهداف في الدوري ويصبح أصغر لاعب يصل لهذا الرقم منذ 30 عام. في 11 مارس، سجل هدفًا في الفوز 2–1 على أرضه في الدوري ضد جيروندان بوردو ليسجل هدفه السابع في الدوري الفرنسي في آخر أربع مباريات له.
في 15 مارس، وفي إياب دور الـ16 من بطولة دوري أبطال أوروبا على ملعب لويس الثاني، سجل مبابي هدف التقدم لموناكو عند الدقيقة الثامنة (هدفه رقم 11 في مباراته رقم بجميع المسابقات) ليساعد موناكو بالفوز بالمباراة بنتيجة 3–1 (6–6 إجمالي المباراتين). وتأهل موناكو إلى دور ربع النهائي بسبب قانون أهداف خارج الديار. في ربع النهائي ضد بوروسيا دورتموند، تسبب مبابي بركلة جزاء وسجل هدفين ليحقق موناكو الفوز 3–2. في مباراة الإياب، افتتح مبابي التسجيل حيث فاز موناكو 3–1 وتأهل إلى نصف النهائي. أُقصي موناكو من دوري أبطال أوروبا 4–1 في مجموع المباراتين من قبل يوفنتوس، وسجل مبابي الهدف الوحيد لموناكو في مباراة الإياب. أنهى مبابي موسم 2016–17 برصيد 26 هدفًا من 44 مباراة في جميع المسابقات حيث فاز موناكو بلقب الدوري الفرنسي. لقد نُسب الفضل إلى زميله في موناكو المهاجم راداميل فالكاو كأحد المؤثرين الرئيسيين عليه طوال الموسم، حيث منحه المساحة للتعبير عن نفسه وعلمه كيف يكون «هادئاً» و«مركزًا» أثناء المباراة.

### باريس سان جيرمان

#### 2017–18: رسوم الانتقال القياسية والثلاثية المحلية
في 31 أغسطس 2017، وقع كيليان مبابي عقداً مع نادي العاصمة الفرنسية باريس سان جيرمان مدته موسم واحد وذلك على سبيل الإعارة قادماً من نادي موناكو. مع إلزامية الشراء في الموسم التالي بمبلغ 145 مليون يورو بالإضافة إلى 35 مليون يورو إضافات. مما جعله ثاني أغلى لاعب في تاريخ كرة القدم، خلف زميله بالفريق نيمار. أرتدى القميص رقم 29 حين وصوله إلى باريس سان جيرمان.
في 8 سبتمبر، لعب مبابي أول مباراة له مع باريس سان جيرمان في الدوري ضد نادي ميتز واستطاع التسجيل في أول ظهور له مع النادي الباريسي في المباراة التي انتهت بفوز فريقه 5–1. بعد أربعة أيام، سجل مبابي هدفه الأوروبي الأول للباريسيّين في مباراة هزيمة سلتيك 5–0 في دوري أبطال أوروبا. وقد لعب دور البطولة في مباراة الفوز 3–0 على بايرن ميونخ في المجموعة الثانية من دوري أبطال أوروبا. حيث صنع هدفين لإدينسون كافاني ونيمار، والتمريرة الثانية كانت بلمسة مهارية بسبب مراوغته لمدافع البايرن دافيد ألابا وتمريره الكرة لنيمار. تعرض مبابي لأول حالة طرد في مسيرته أمام رين في نصف نهائي كأس الرابطة الفرنسية بعده تدخله القوي على إسماعيل سار. لكن الحكم لم يتّخذ قرار الطرد إلا بعد عودته إلى تقنية الفيديو. في 8 مايو 2018، لعب مع باريس في نهائي كأس فرنسا وفاز 2–0 ضد ليزيربيي ليحقق كأس فرنسا 2017–18.

#### 2018–19: لاعب العام في الدوري والهدّاف

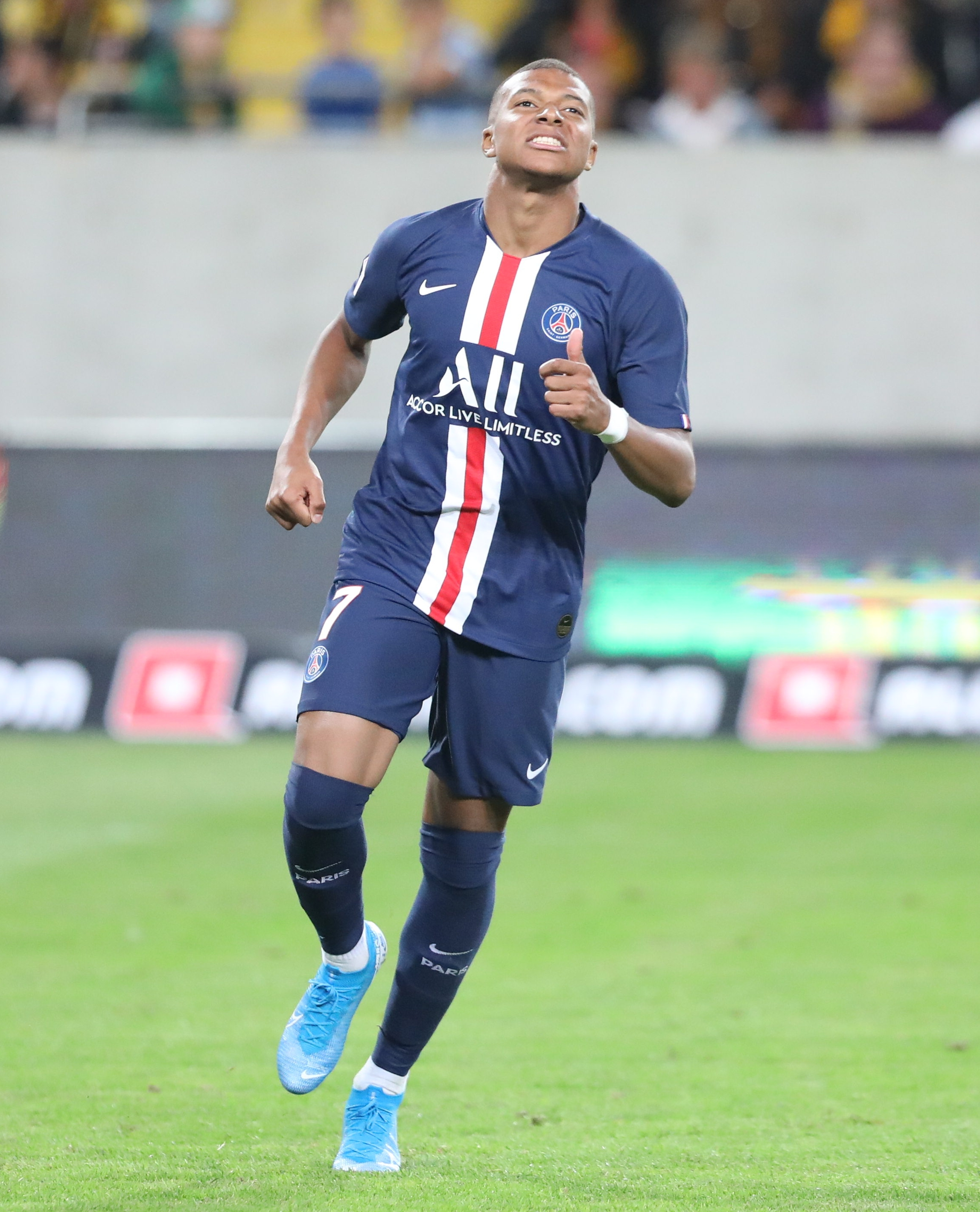
مبابي خلال مباراة ودية ضد دينامو درسدن في 2019

في يوليو 2018 وقبل بداية موسم 2018–19 حصل مبابي على القميص رقم 7 بعد أن غادر البرازيلي لوكاس مورا النادي إلى توتنهام هوتسبير الإنجليزي. وصرّح مبابي قائلاً: «أحاول أن أحرز التقدم على أرض الملعب وأعتقد أنه بالنسبة لي كان الوقت المناسب لتغيير الرقم. القميص رقم 7 أسطوري وهناك العديد من العظماء أردتوه. أمل أن أكون على مستوى الرقم في أرض الملعب». كما غرّد على موقع تويتر بوسم K7LIAN# للدلالة على تغيير رقمه وعلامته التجارية الجديدة.
في أول مباراة له في الدوري لهذا الموسم، سجل مبابي هدفين في مباراة الفوز 3–1 أمام غانغون. حيث سجل هدفي الفوز في الدقيقة 82 و90 بعد دخوله كبديل مع بداية الشوط الثاني. في مباراة الدوري التالية، سجل ثلاثة من مبابي وكافاني ونيمار في المباراة التي فازوا بها 3–1 أمام أنجيه على أرضه. في 1 سبتمبر، سجل وصنع في مباراة الفوز 4–2 خارج ملعبه أما نيم، ولكن تم طرده للمرة الثانية في مسيرته والأولى بالدوري الفرنسي في الوقت بدل الضائع، بعد دفعه لتيجي سافانير بسبب تدخله العنيف عليه والذي حصل طُرد هو الأخر. وبعد طرده صرح مبابي بعد المباراة قائلاً: «إذا سنحت لي الفرصة للقيام بذلك مرة أخرى، فسأفعل الشيء نفسه. أعتذر لمشجعيني والجميع، لكن لا يمكنني تحمل هذا النوع من الأشياء». في 7 أكتوبر، سجل مبابي أول سوبر هاتريك في مسيرته في غضون 14 دقيقة أمام ليون في مباراة الفوز 5–0 على أرضه. ليصبح مبابي أول لاعب يسجل 4 أهداف في مباراة واحدة في آخر 45 موسم، بعمر 19 عامًا و9 أشهر. في 3 ديسمبر، أصبح مبابي أول فائز بجائزة كوبا، التي تمنحها مجلة فرانس فوتبول لأفضل لاعب في العالم تحت سن 21 عامًا.
في 19 يناير 2019، كان مبابي واحداً من لاعبين اثنين (الآخر هو كافاني) سجلوا هاتريك في مباراة الفوز 9–0 على غانغون، وكسر الرقم القياسي الذي كان يحمله البي اس جي في الموسم السابق. في 12 فبراير، سجل هدفًا في الفوز 2–0 على مانشستر يونايتد على ملعب أولد ترافورد في دور الـ16 من دوري أبطال أوروبا. في 2 مارس، سجل هدفين في الفوز خارج ملعبه على كاين 1–2؛ هدفه الثاني في المباراة الذي جاء من ضربة جزاء، كان هدفه الخمسين مع النادي الباريسي. في 6 مارس، خسر باريس سان جيرمان 3–1 على أرضه أمام مانشستر يونايتد، ليخرج من دوري أبطال أوروبا بقانون أهداف خارج الديار. في 21 أبريل، سجل هاتريك في الفوز 3–1 على موناكو، لتكون أهدافه الأولى ضد ناديه السابق. أنهى باريس سان جيرمان الموسم كبطل للدوري الفرنسي، حيث فاز مبابي بجائزة أفضل لاعب في العام، كما أنهى الموسم كهداف الدوري برصيد 33 هدفًا.

#### 2019–20: الرباعية المحلية والنهائي الأوروبي
في 3 أغسطس، سجل مبابي في مباراة الفوز 2–1 على رين ليحصل على لقب كأس الأبطال الفرنسي 2019. ثم سجل مرة أخرى في المباراة الافتتاحية في الدوري لباريس سان جيرمان، وفاز 3–0 على أرضه أمام نيم في 11 أغسطس. في 22 أكتوبر، دخل من مقاعد البدلاء وسجل هاتريك في مباراة الفوز 5–0 خارج أرضه ضد كلوب بروج البلجيكي في دوري أبطال أوروبا؛ في سن 20 و306 يومًا، أصبح أصغر لاعب يسجل على الأقل 15 هدفًا في المسابقة.
في 1 مايو 2020، توج فريق باريس سان جيرمان كبطل للدوري الفرنسي بعد إنهاء الموسم وسط جائحة فيروس كورونا 2019–20؛ في وقت إيقاف الدوري بشكل مبكر، كان باريس سان جيرمان في المركز الأول، بفارق اثني عشر نقطة على أولمبيك مارسيليا صاحب المركز الثاني. أنهى مبابي موسم 2019–20 كأفضل هداف في الدوري الفرنسي برصيد 18 هدفا في 20 مباراة. على الرغم من أن وسام بن يدرر أنهى أيضًا موسم الدوري بنفس العدد من الأهداف، إلا أنه لعب 26 مباراة، تم إعطاء مبابي جائزة الهداف بسبب نسبة أهدافه المتفوقة حسب كل مباراة. في 24 يوليو، في نهائي كأس فرنسا 2020 ضد سانت إتيان، أُجبر مبابي على الخروج بعد تعرضه لإصابة من قبل لوك بيرين، الذي طُرد؛ فاز باريس سان جيرمان بالمباراة 1–0، على الرغم من استبعاد مبابي من نهائي كأس الرابطة الفرنسية 2020، فاز به باريس سان جيرمان، وأكمل ثلاثيته محلية. عاد إلى اللعب في ربع نهائي دوري أبطال أوروبا ضد أتالانتا في 12 أغسطس، حيث حل بديلاً، وصنع هدف الفوز الذي سجله تشوبو–موتينغ في الوقت بدل بدل الضائع. خسر باريس سان جيرمان في نهائي دوري أبطال أوروبا 1–0 أمام بايرن ميونخ في 23 أغسطس.

#### 2020–21: هدّاف الدوري لثالث مرة تواليا
غاب مبابي عن أول ثلاث مباريات من الموسم ضد كلٌّ من لانس ومارسيليا وميتز، وذلك بسبب إصابة بمرض فيروس كورونا أثناء مشاركته مع فرنسا. عاد للعب في 20 سبتمبر 2020 في مباراة الفوز 3–0 خارج أرضه أمام نيس، وسجل هدفًا من ضربة جزاء. في 28 أكتوبر 2020، صنع مبابي هدفين، كلاهما لمويس كين، في مباراة بدوري أبطال أوروبا ضد إسطنبول باشاكشهير والتي انتهت بفوز باريس سان جيرمان بنتيجة 0–2. وبذلك، أصبح أكثر لاعب مرر تمريرات حاسمة في دوري أبطال أوروبا منذ بداية نسخة 2017–18، حيث وصل إلى 14 تمريرة حاسمة. في 31 أكتوبر 2020، تعرض مبابي لإصابة في أوتار الركبة في مباراة ضد نانت. تم وصف الإصابة بأنها «ضربة طفيفة». عاد للعب مع باريس سان جيرمان في مباراة ضد ناديه السابق موناكو في 20 نوفمبر، وسجل أول هدفين في المباراة لكن خسر فريقه بنتيجة 3–2 في النهاية. في مباراة بالدوري ضد مونبلييه في 5 ديسمبر، سجل مبابي هدفه رقم 100 مع باريس سان جيرمان، ليصبح واحداً من خمسة لاعبين فقط للنادي الباريسي حققوا هذا الإنجاز. في مباراة باريس سان جيرمان الأخيرة في المجموعات من دوري أبطال أوروبا، سجل مبابي ثنائية ضد إسطنبول باشاكشهر في الفوز 5–1 حيث تأهل باريس سان جيرمان لمرحلة خروج المغلوب كمتصدر المجموعة. أصبح أصغر لاعب في تاريخ دوري أبطال أوروبا يصل إلى 20 هدفًا. في 16 فبراير 2021، سجل هاتريك في مباراة الفوز 4–1 بدوري أبطال أوروبا في دور الـ16 أمام برشلونة على ملعب كامب نو، ليصبح ثالث لاعب يفعل ذلك، بعد فاوستينو اسبريا وأندري شيفتشينكو (كلاهما في 1997). شهد هاتريك مبابي التاريخي تقدمه على باوليتا (109 أهداف) ليصبح ثالث هدافي باريس سان جيرمان على الإطلاق – فقط إبراهيموفيتش (156 هدفًا) وكافاني (200 هدف) الذين سجلا أكثر لنادي العاصمة الفرنسية. في 27 فبراير، سجل مبابي هدفين في الفوز 4–0 خارج أرضه أمام ديجون، ليصبح أول لاعب يسجل خمسة ثنائيات في موسم واحد في الدوري الفرنسي. في مباراة الإياب ضد برشلونة في 10 مارس، سجل مبابي من ركلة جزاء في تعادل 1–1 على ملعب بارك دي برينس، حيث تأهل فريقه إلى ربع النهائي بعد الفوز بنتيجة 5–2 في مجموع المباراتين. كانت ركلة الجزاء التي سجلها مبابي هي هدفه الخامس والعشرون له في دوري أبطال أوروبا، متجاوزًا خصمه ليونيل ميسي كأصغر لاعب يصل إلى هذا الرقم، وعمره 22 عامًا و80 يومًا فقط. إضافة إلى الهاتريك في مباراة الذهاب، أصبح مبابي أيضًا أول لاعب يسجل أربعة أهداف ضد برشلونة في موسم واحد من دوري أبطال أوروبا.
في مباراة الذهاب من ربع نهائي دوري أبطال أوروبا ضد بايرن ميونخ في 7 أبريل، سجل مبابي هدفين، مما ساعد فريقه على الفوز 3–2 على ملعب أليانز أرينا، وهو أول انتصار لباريس سان جيرمان في ميونخ منذ 1994. تقدم باريس سان جيرمان لاحقًا إلى الدور نصف النهائي ليخرج في النهاية من مانشستر سيتي، حيث غاب عن مباراة الإياب بسبب إصابة في ربلة الساق. في 17 مايو، سجل مبابي هدفه الأربعين هذا الموسم في الفوز 4–0 بالدوري على ستاد ريمس، مما جعله الموسم الأكثر غزارة حتى الآن وسجل 40 هدفًا لأول مرة في مسيرته. بعد ثلاثة أيام، سجل مبابي هدفًا وصنع الهدف الثاني في نهائي كأس فرنسا ضد ناديه السابق موناكو حيث فاز باريس سان جيرمان 2–0 ليحصد أول لقب له هذا الموسم.
أنهى موسم الدوري الفرنسي برصيد 27 هدفًا، ليصبح هداف الدوري للموسم الثالث على التوالي لكن باريس سان جيرمان أضاع لقب الدوري – كانت هذه هي المرة الأولى في مسيرة مبابي التي لم يفز فيها بدوري الدرجة الأولى بعد أربعة انتصارات متتالية. أنهى مبابي الموسم بحصوله على جائزة أفضل لاعب في الدوري الفرنسي وكان ضمن فريق الموسم للدوري الفرنسي.

#### 2021–22: لاعب العام وتمديد العقد

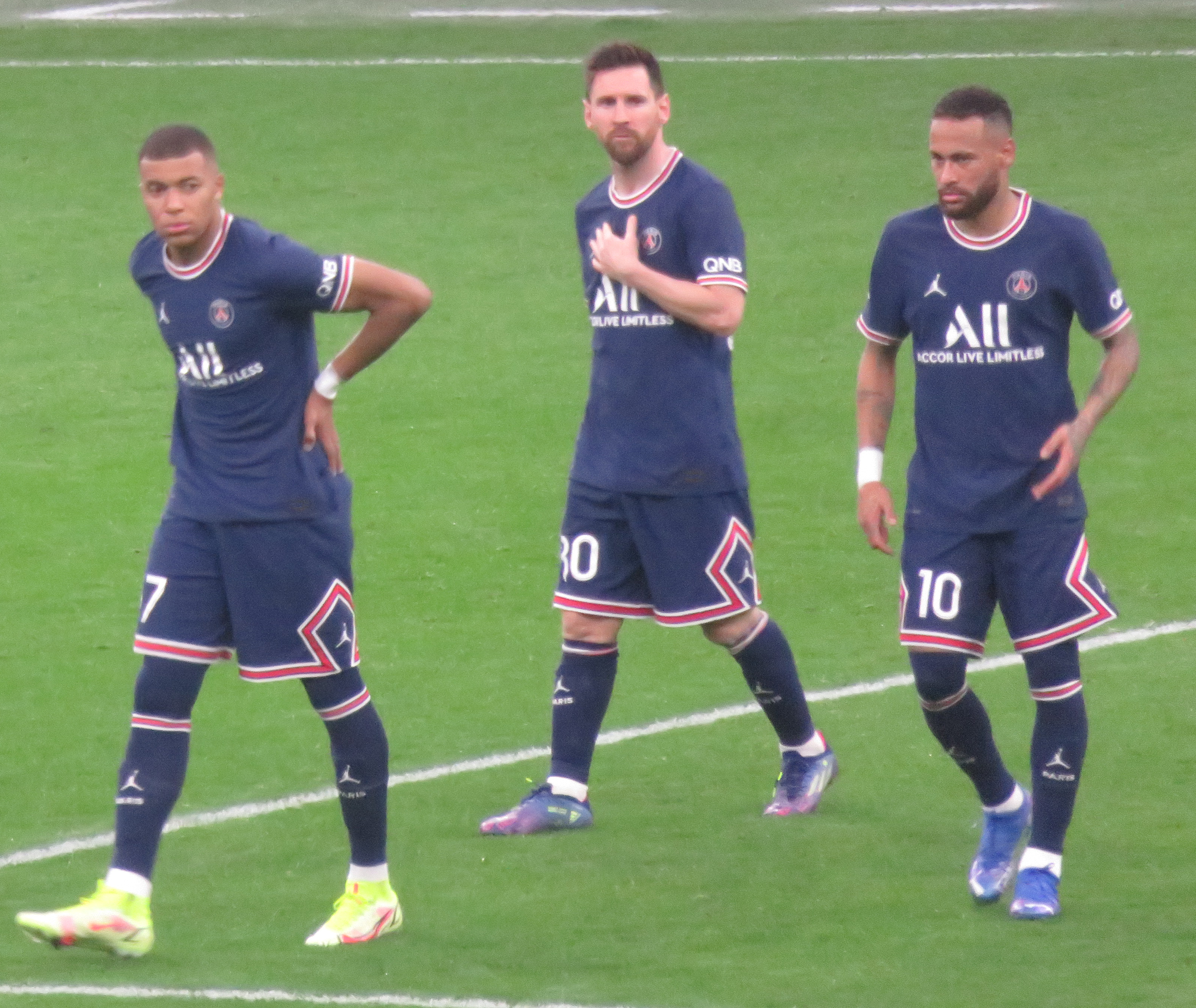
مبابي إلى جانب ليونيل ميسي ونيمار يلعبون ضد مارسيليا في كلاسيكو فرنسا، أكتوبر 2021

في 14 أغسطس 2021، قبل المباراة الافتتاحية لباريس سان جيرمان على أرضه في موسم 2021–22 ضد ستراسبورغ، تلقى مبابي صيحات استهجان من بارك دي برينس وسط شائعات بأنه يريد التوقيع لنادي ريال مدريد الإسباني. انتهت المباراة بالفوز 4–2 للباريسيين، حيث سجل مبابي ثلاثة من أهداف فريقه. سجل هدفه الأول هذا الموسم في الفوز 4–2 خارج الأرض على بريست بعد ستة أيام. المباراة التالية ضد ريمس في 29 أغسطس، والتي ظهر فيها ليونيل ميسي لأول مرة مع باريس سان جيرمان، انتهت بفوز فريقه 2–0 بفضل هدفين من مبابي. في 24 نوفمبر، سجل مبابي في مباراة الهزيمة 2–1 في دوري أبطال أوروبا أمام مانشستر سيتي على ملعب مدينة مانشستر. في 7 ديسمبر، سجل هدفين في الفوز 4–1 على أرضه في دوري أبطال أوروبا على كلوب بروج. الهدفان، اللذان كانا رقميه 30 و31 في دوري أبطال أوروبا، جعلته أصغر لاعب يصل إلى هذا الإنجاز في تاريخ المسابقة.

في 12 ديسمبر 2021، سجل مبابي هدفين في مرمى موناكو في الدوري الفرنسي ليبلغ 100 هدف في الدوري لصالح باريس سان جيرمان. بعمر 22 عامًا و357 يومًا، أصبح أصغر لاعب يسجل 100 هدف لفريق واحد في دوري الدرجة الأولى الفرنسي منذ أن بدأن أوبتا في تسجيل البيانات في موسم 1950–51. في 3 يناير 2022، سجل مبابي أول ثلاثية له هذا الموسم في فوز 4–0 كوبيه دي فرانس على فان. في 11 فبراير، سجل هدف الفوز في الوقت المحتسب بدل الضائع في الفوز 1–0 في الدوري على رين، وهو إنجاز كرره بعد أربعة أيام في فوز 1–0 في دوري أبطال أوروبا على ريال مدريد في ذهاب دور الـ16. سجل هدفًا آخر في مباراة الإياب، مما جعله ثاني أفضل هداف في تاريخ باريس سان جيرمان، لكنه شهد خروج فريقه بعد الهزيمة 3–1 على ملعب سانتياغو برنابيو.
في 21 مايو 2022، مدد مبابي عقده مع باريس سان جيرمان حتى عام 2025، على الرغم من التكهنات باحتمال انتقاله إلى ريال مدريد، الأمر الذي دفع مسؤولي الدوري الإسباني إلى تقديم شكوى إلى الاتحاد الأوروبي لكرة القدم بشأن الخسائر المتراكمة من باريس سان جيرمان في السنوات السابقة. اتصل مبابي نفسه وتحدث إلى رئيس ريال مدريد فلورنتينو بيريز، حيث أخبره أنه لن يوقع لريال مدريد. وفقًا لقناة سكاي سبورتس، تتضمن التفاصيل المالية لعقد مبابي أجرًا شهريًا قدره 4 ملايين جنيه إسترليني، مما يجعله اللاعب الأعلى أجراً في العالم. وبحسب ما ورد حصل مبابي وباريس سان جيرمان على رقم تسجيل في المنطقة بقيمة 100 مليون جنيه إسترليني. في الساعات التي أعقبت تمديد عقد مبابي، سجل ثلاثية في فوز 5–0 على ميتز، لينهي الموسم بـ28 هدفًا كأفضل هداف للموسم الرابع على التوالي. وأصبح ثالث لاعب ينهي مسيرته كأفضل هداف في الدوري الفرنسي لأربعة مواسم متتالية. قدم مبابي أيضًا 17 تمريرة حاسمة في الموسم، ليصبح أول لاعب ينهي مسيرته كأفضل هداف وأفضل مزود مساعد في تاريخ الدوري الفرنسي.

#### 2022–23: هدّاف باريس سان جيرمان التاريخي
في 13 أغسطس 2022، سجل مبابي هدفه الأول هذا الموسم مع باريس سان جيرمان في مباراة الفوز 5–2 على أرضه أمام مونبلييه، بعد إهدار ركلة جزاء في وقت سابق من المباراة. بعد ثمانية أيام، سجل أول هاتريك له هذا الموسم في فوز 7–1 خارج أرضه على ليل. سجل هدفه الأول في المباراة بعد ثماني ثوانٍ، مما يجعله ثاني أسرع هدف يُسجل على الإطلاق في تاريخ الدوري الفرنسي، متأخراً بعشر ثوانٍ عن هدف ميشيل ريو لجينغام ضد كاين في عام 1992. في 6 سبتمبر، سجل مبابي ثنائية في مباراة باريس سان جيرمان الافتتاحية في دوري أبطال أوروبا ضد يوفنتوس، وحقق الفوز 2–1 على أرضه للباريسيين. في 11 أكتوبر، سجل ركلة جزاء في التعادل 1–1 بدوري أبطال أوروبا على أرضه أمام بنفيكا، ليصبح هداف باريس سان جيرمان في المسابقات الأوروبية برصيد 31 هدفًا. ومع ذلك، أقيمت المباراة على خلفية تقارير إعلامية تفيد بأن مبابي أراد الرحيل عن باريس سان جيرمان في فترة الانتقالات الشتوية في يناير، وهي شائعات نفاها قائلاً: «أنا سعيد للغاية. لم أطلب رحيلي في يناير».
في 23 يناير 2023، أصبح مبابي أول لاعب من باريس سان جيرمان يسجل خمسة أهداف في مباراة، بما في ذلك هاتريك خلال عشر دقائق، في هزيمة 7–0 من بايس دي كاسل في دور الـ32 من كأس فرنسا. سجل هدفين وصنع آخر ليقود باريس سان جيرمان للفوز على مارسيليا 3–0 في لو كلاسيك. وبذلك أصبح الهداف التاريخي للنادي برصيد 200 هدف، معادلاً الرقم القياسي لإدينسون كافاني. في المباراة التالية، التي فاز فيها الفريق بنتيجة 4–2 على نانت، سجل هدفه رقم 201 مع باريس سان جيرمان، انفرد بالعرش كأفضل هدافي النادي. أنهى موسم الدوري الفرنسي برصيد 29 هدفًا، ليصبح هداف الموسم الخامس على التوالي، حيث فاز باريس سان جيرمان بلقبه الحادي عشر في الدوري الفرنسي. أنهى المهاجم الموسم أيضًا بحصوله على جائزة أفضل لاعب في الدوري الفرنسي للموسم الرابع على التوالي، كما ظهر ضمن فريق الموسم في الدوري الفرنسي.

#### 2023–24: الموسم الأخير
في 13 يونيو 2023، عبر بيان رسمي صدر عن وكالة فرانس برس، أعلن مبابي قراره بعدم تجديد عقده مع باريس سان جيرمان، والذي كان من المقرر أن ينتهي في يونيو 2024: ووفقا له، تم إبلاغ النادي بقراره منذ 15 يوليو 2022. ردًا على مقال نشرته صحيفة لو باريزيان حول رغبته المعلنة في الانضمام إلى ريال مدريد في نافذة الصيف المقبلة، غرد مبابي بأن الشائعات كانت «أكاذيب»، مؤكدًا نيته «الاستمرار في باريس سان جيرمان الموسم المقبل، حيث كان في غاية السعادة». ومع ذلك، أثناء الإعلان عن المدير الفني الجديد لويس إنريكي في 5 يوليو 2023، أوضح رئيس باريس سان جيرمان ناصر الخليفي موقف النادي من مبابي، مشيرًا إلى أنه «إذا [أراد] البقاء [...] فهو [بحاجة] للتوقيع على عقد جديد». في 21 يوليو، تم استبعاد مبابي من جولة باريس سان جيرمان التحضيرية للموسم الجديد في اليابان. بعد الكثير من التكهنات المحيطة بمستقبله في باريس سان جيرمان، أكد بيان صادر عن النادي في 13 أغسطس 2023 إعادة دمج مبابي في تدريب الفريق الأول. وجاء ذلك بعد «مناقشات بنّاءة وإيجابية» بين اللاعب والنادي قبل المباراة ضد لوريون. أخيرًا شارك مبابي لأول مرة في موسم 2023–24 بالتعادل 1–1 أمام تولوز في 19 أغسطس، وسجل هدف فريقه الوحيد، وهو الأول لباريس سان جيرمان هذا الموسم. في 26 أغسطس، سجل هدفيه رقم 150 و151 في الدوري الفرنسي مع النادي في فوز باريس سان جيرمان على لانس 3–1 على أرضه. في 19 سبتمبر، سجل مبابي أول هدف لباريس سان جيرمان في دوري أبطال أوروبا لهذا الموسم في الفوز 2–0 على بوروسيا دورتموند. سجل الهدف الافتتاحي في الفوز 3–0 على ميلان في الجولة الثالثة من المنافسة في 25 أكتوبر. في 11 نوفمبر، سجل مبابي أول هاتريك له هذا الموسم في الفوز 3–0 على ريمس، مما جعل باريس سان جيرمان في صدارة الدوري الفرنسي. في 28 نوفمبر، سجل مبابي ركلة جزاء في الدقيقة الثامنة من الوقت المحتسب بدل الضائع، ليحقق التعادل 1–1 ضد نيوكاسل يونايتد ويُبقي باريس سان جيرمان في دوري الأبطال. وكان ذلك حاسماً للنادي، حيث تأهلوا إلى مرحلة خروج المغلوب، بعد تعادل 1–1 خارج الديار مع بوروسيا دورتموند في 13 ديسمبر.
في 3 يناير 2024، سجل مبابي الهدف الثاني في الفوز 2–0 على تولوز في كأس الأبطال الفرنسي 2023، محققاً أول بطولة له هذا الموسم. وأصبح مبابي بذلك أفضل هداف في تاريخ ملعب بارك دي برانس، برصيد 111 هدفاً، متجاوزاً رقم إدينسون كافاني. في 7 يناير 2024، سجل مبابي أول هاتريك له في العام في فوز 9–0 على نادي ريفيل في دور الـ64 من كأس فرنسا، ليصبح الهداف التاريخي للنادي في البطولة برصيد 30 هدفاً. في 15 فبراير، ورد في وسائل الإعلام أن مبابي أبلغ باريس سان جيرمان بنيته مغادرة النادي عند انتهاء عقده في يونيو 2024. في 5 مارس، سجل ثنائية في الفوز 2–1 خارج الديار على ريال سوسيداد في دور الـ16 من دوري أبطال أوروبا، مما أهل باريس سان جيرمان إلى ربع النهائي لأول مرة منذ موسم 2020–21. سجل مبابي ثاني هاتريك له في الموسم في 19 مارس في الفوز 6–2 خارج الديار على مونبلييه، مما رفع رصيده إلى 250 هدفاً في جميع المسابقات مع باريس سان جيرمان. في 16 أبريل، سجل مبابي هدفين في الفوز 4–1 خارج الديار على برشلونة ليساعد باريس سان جيرمان على التأهل إلى نصف نهائي دوري أبطال أوروبا بعد خسارة مباراة الذهاب 3–2 في بارك دي برانس. في نصف النهائي، أُقصي باريس سان جيرمان على يد بوروسيا دورتموند بعد الخسارة 2–0 في مجموع المباراتين.
في 10 مايو 2024، أعلن مبابي عبر حساباته على وسائل التواصل الاجتماعي أنه سيغادر باريس سان جيرمان في نهاية الموسم، مؤكداً أنه لن يجدد عقده، مما يؤكد نهاية مسيرته مع النادي. في 12 مايو، لعب مباراته الأخيرة في ملعب بارك دي برانس كلاعب لباريس سان جيرمان، مسجلاً هدفًا في الخسارة 3–1 أمام تولوز. لعب مباراته الأخيرة مع النادي في 25 مايو، حيث شارك في مباراة نهائي كأس فرنسا ضد ليون، محققاً آخر لقب له مع النادي. أنهى موسمه الأخير مع باريس سان جيرمان كهداف دوري أبطال أوروبا بـ 8 أهداف، بالمشاركة مع هاري كين.

### ريال مدريد
في 3 يونيو 2024، أعلن نادي ريال مدريد رسميًا عن تعاقده مع كيليان مبابي بعقدٍ يمتدُ لخمسِ سنوات مع النادي في صفقة انتقال حر، بعد يومين من فوز الفريق على بوروسيا دورتموند في نهائي دوري أبطال أوروبا 2024 مما أنهى قصة انتقال دامت سبع سنوات. لقد كان انتقاله إلى ريال مدريد موضوع تكهنات وشائعات كثيرة، مما يعكس مكانته كواحد من أكثر اللاعبين طلبًا في كرة القدم. في 10 يوليو، أعلن مدريد أن تقديم مبابي سيكون في ملعب سانتياغو برنابيو في 16 يوليو. وفي نفس اليوم، أُعلن عن ارتداء مبابي للقميص رقم 9 على الموقع الرسمي ليُصبح أول لاعب في ريال مدريد يرتدي هذا الرقم منذ كريم بنزيما. في 16 يوليو، تم تقديم مبابي كلاعب جديد لريال مدريد في سانتياغو برنابيو. وحضر تقديمه 80 ألف متفرج، وهو نفس العدد الذي حضره حفل تقديم كريستيانو رونالدو في عام 2009.
ظهر مبابي لأول مرة مع ريال مدريد في 14 أغسطس خلال كأس السوبر الأوروبي 2024 ضد أتالانتا حيث سجل الهدف الثاني بفوز الفريق 2-0 ليُحقق أول ألقابه. شارك لأول مرة في الدوري الإسباني في 18 أغسطس 2024، خلال مباراة انتهت بالتعادل 1-1 ضد ريال مايوركا. في 1 سبتمبر، سجل مبابي أول أهدافه في الدوري الإسباني حيثُ أحرز هدفين بفوز الفريق 2-0 ضد ريال بيتيس. افتتح التسجيل في الدقيقة 67 وأضاف الهدف الثاني من ركلة جزاء بعد ثماني دقائق. في 17 سبتمبر، سجل مبابي هدفه الأول في دوري أبطال أوروبا لصالح ريال مدريد حيث افتتح التسجيل بفوز الفريق 3-1 على نادي شتوتغارت خلال الجولة الافتتاحية من دوري أبطال أوروبا. في 10 ديسمبر، سجل مبابي هدفه الخمسين في دوري أبطال أوروبا خلال فوز الفريق 3–2 على نادي أتالانتا.
في 25 يناير 2025، سجل كيليان مبابي أول هاتريك له مع ريال مدريد ليساهم في فوز الفريق بنتيجة 3–0 خارج أرضه أمام ريال بلد الوليد. ومع تسجيله خمسة أهداف في الدوري خلال شهر يناير اُختير كأفضل لاعب في الدوري الإسباني لذلك الشهر. في 19 فبراير، سجل مبابي أول هاتريك له في دوري أبطال أوروبا مع ريال مدريد في الفوز 3–1 على مانشستر سيتي، وكان ذلك أول هاتريك له في ملعب سانتياغو برنابيو ليؤمّن تأهل الفريق إلى دور الـ16. في 13 أبريل، تلقى مبابي أول بطاقة حمراء له مع ريال مدريد بعد تدخل مثير للجدل على أنطونيو بلانكو. في 26 أبريل، سجل مبابي أول هدف في مسيرته من ركلة حرة مباشرة وذلك خلال خسارة فريقه 3–2 أمام برشلونة في نهائي كأس الملك. في 11 مايو، سجل مبابي هاتريك في الكلاسيكو ضد برشلونة رغم خسارة الفريق بنتيجة 4–3. بذلك وصل إلى 39 هدفًا مع ريال مدريد محطمًا الرقم القياسي السابق الذي يملكه إيفان زامورانو قبل 32 عامًا كأكثر لاعب يسجل أهدافًا لريال مدريد في الموسم الأول. وفي مباراته التالية، سجل هدف التعادل أمام ريال مايوركا ليصبح أول لاعب في تاريخ ريال مدريد يسجل 40 هدفًا في موسمه الأول. وكان ذلك هدفه الـ28 في الدوري هذا الموسم ليُحطم أيضًا الرقم القياسي الذي صمد لـ71 عامًا باسم ألفريدو دي ستيفانو كأكثر لاعب يسجل لريال مدريد في موسمه الأول في الدوري الإسباني.

## مسيرته الدولية

### 2014–2018: مسيرته في الشباب وبداياته مع المنتخب الأول

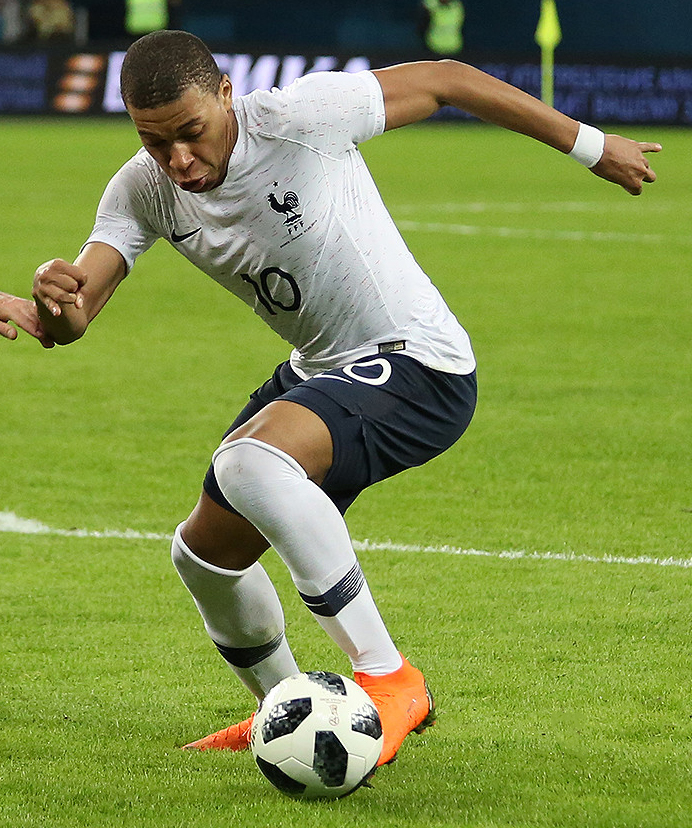
مبابي يلعب ضد روسيا في سانت بطرسبرغ، مارس 2018

تم استدعاء مبابي لأول مرة عندما كان في الموسم الأول مع موناكو بعدما سجل 5 أهداف معهم. ليمثل منتخب فرنسا في بطولة أوروبا تحت 19 سنة. وحققوا البطولة بعد تغلبهم على البرتغال في نصف النهائي بنتيجة 3–1، وتغلبهم على إيطاليا في النهائي بنتيجة ساحقة وهي 4–0.
تم استدعاء مبابي لأول مرة في تصفيات كأس العالم 2018 لمواجهة لوكسمبورغ وإسبانيا في مارس 2017. وكانت أول مباراة له في 25 مارس 2017 ضد الأخير، حيث دخل بديلًا لديميتري باييت في الدقيقة 78 من الفوز 3–1 في تصفيات كأس العالم 2018 خارج أرضه. ليصبح بذلك ثاني أصغر لاعب (بعد ماريان ويسنيسكي) في سن 18 عاماً وثلاثة أشهر وخمسة أيام. في 31 أغسطس 2017، سجل مبابي أول هدف دولي له في مباراة تصفيات كأس العالم 2018 ضد هولندا. سجل ثنائية ضد روسيا في مباراة ودية في مارس 2018.

### 2018–2021: الفوز بكأس العالم

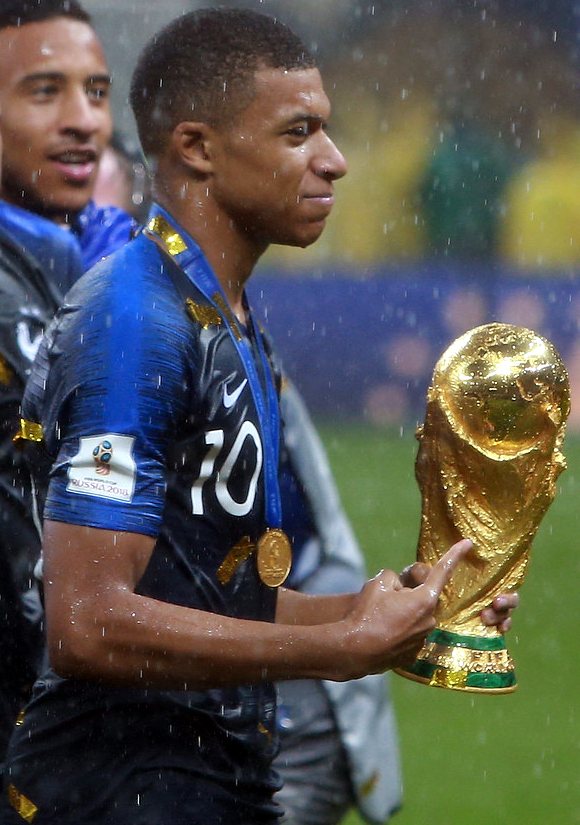
مبابي يحمل كأس بطولة كأس العالم

في 17 مايو 2018، استدعي مبابي إلى تشكيلة المنتخب الفرنسي المشاركة في كأس العالم 2018 في روسيا. في 21 يونيو 2018، سجل أول هدف له في كأس العالم أمام بيرو في مباراة فوز فرنسا 1–0. وهذا الهدف جعله أصغر هداف فرنسي في تاريخ كأس العالم في سن الـ19 عام.
في 30 يونيو، أختير مبابي كأفضل لاعب في المباراة بعد أن سجل ثنائية أمام الأرجنتين في مباراة الفوز 4–3 من دور الستة عشر. ليصبح رابع أصغر لاعب في تاريخ المونديال يحرز أهدافًا في الأدوار الإقصائية بالبطولة بعد البرازيلي بيليه، والإنجليزي مايكل أوين، والأمريكي جوليان غرين، في عمر الـ19 سنة و192 يوما. كما أصبح ثاني مراهق يسجل هدفين في مباراة في كأس العالم بعد بيليه في مونديال 1958. في مؤتمر صحفي بعد المباراة قال مبابي: «من الرائع أن تكون الثاني بعد بيليه ولكن دعونا نضع الأمور في مكانها – بيليه في فئة أخرى».
حقق مع منتخبه لقب البطل في كأس العالم 2018، وحصل على جائزة أفضل لاعب صاعد بعد تألقه في البطولة وتسديده 4 أهداف كان آخرها هدف في المباراة النهائية التي فازت فيها فرنسا بنتيجة 4–2 على المنتخب الكرواتي.
في 15 يوليو، سجل مبابي بتسديدة على بعد 25 ياردة ضد كرواتيا في نهائي كأس العالم 2018 في مباراة فوز فرنسا 4–2. وأصبح ثاني مراهق –بعد بيليه– يسجل في نهائي كأس العالم. فاز المنتخب الفرنسي بكأس العالم 2018، وأنهى مبابي البطولة كثاني أفضل الهدافين بالشراكة مع عدد من اللاعبين. كما حصل على جائزة أفضل لاعب شاب عن أدائه خلال البطولة. هنأه بيليه على وسائل التواصل الاجتماعي، وقال «مرحبا بك في النادي».
في 11 يونيو 2019، سجل مبابي هدفه رقم 100 في مسيرته في مباراة الفوز 4–0 خارج أرضه على أندورا في تصفيات بطولة أمم أوروبا 2020. في 5 سبتمبر 2020، سجل مبابي الهدف الوحيد لفرنسا في الفوز 1–0 في دوري الأمم الأوروبية 2020–21 ضد السويد. وبعد يومين من المباراة، جاءت نتيجة اختباره إيجابية لمرض فيروس كورونا. عاد للعب مع منتخب فرنسا في فوز 7–1 على أوكرانيا في 7 أكتوبر 2020، وهي مباراة سجل فيها هدفًا وصنع هدفًا آخر. بعد أسبوع واحد، سجل هدف الفوز بنتيجة 2–1 على كرواتيا. تصدرت فرنسا مجموعة دوري الأمم وتأهلت إلى نهائيات دوري الأمم الأوروبية 2021.

تم تأجيل بطولة أمم أوروبا 2020 لمدة عام بسبب أزمة فيروس كورونا. في 18 مايو 2021، تم استدعاء مبابي لتشكيلة فرنسا المشاركة في بطولة أمم أوروبا 2020، ثاني بطولة دولية له. في 15 يونيو، سجل مبابي هدفًا وصنع آخر، وكلاهما اعتبر لاحقًا أنه تسلل، في مباراة في مرحلة المجموعات ضد ألمانيا. في 28 يونيو، مرر تمريرة حاسمة في الهدف الأول لكريم بنزيما في مباراة فرنسا ضد سويسرا في دور الـ 16. بعد التعادل 3–3، ذهبت المباراة إلى ركلات الترجيح. فشل مبابي في تسجيل ركلة الجزاء الخامسة الحاسمة، وتم إقصاء فرنسا من البطولة. ومع ذلك، كانت هذه الخسارة مثيرة للجدل حيث اعتقد العديد من الجماهير أن حارس المرمى السويسري يان سومر كان متقدم عندما تصدى لركلة الجزاء. بعد ذلك، وقع أكثر من 250.000 مشجع على عريضة لإعادة مباراة فرنسا ضد سويسرا لنفس السبب. فشل في التسجيل في أي من المباريات الأربع التي خاضتها فرنسا في المسابقة.

مبابي يلعب لمنتخب فرنسا في مباراة بتصفيات كأس العالم 2022 ضد أوكرانيا في باريس والتي لعبت خلف أبواب مغلقة، مارس 2021

### 2021–2023: لقب دوري الأمم ونهائي كأس العالم للمرة الثانية على التوالي
في نصف نهائي دوري الأمم في 7 أكتوبر 2021، صنع مبابي هدف بنزيما وسجل لاحقًا هدفًا بنفسه من ركلة جزاء لمساعدة فرنسا على التأخر وهزيمة بلجيكا 3–2. كان هذا هو الظهور الخمسين لمبابي مع المنتخب الفرنسي بعمر 22 عامًا و 9.5 شهرًا فقط. في الأيام الثلاثة الأخيرة بعد ذلك، قام مرة أخرى بصناعة هدف التعادل في المباراة لبنزيما وسجل لاحقًا هدف الفوز في المباراة لفرنسا ليحصد اللقب لأول مرة بفوزه 2–1 على إسبانيا. مع هدفين وتمريرتين حاسمتين في نهائيات دوري الأمم، حصل مبابي على جائزة الحذاء الذهبي للمسابقة، والمعروفة باسم «جائزة أليباي لأفضل هداف».
في 13 نوفمبر، سجل مبابي أهدافه الأولى في تصفيات كأس العالم 2022 بسوبر هاتريك (4 أهداف) في فوز هائل بنتيجة 8–0 على كازاخستان حيث حجزت فرنسا مكانها في قطر 2022. سوبر هاتريك مبابي، والتي تضمنت هاتريك في الشوط الأول خلال 32 دقيقة، وكان هذا أول هاتريك له مع منتخب بلاده وأول هاتريك رسمي يُسَجَّل لفرنسا منذ دومينيك روشيتو في عام 1985. بعد ثلاثة أيام، سجل مبابي وصنع لبنزيمة مرة أخرى في مباراة الفوز 2–0 خارج أرضه. انتصر على فنلندا في آخر مباراة بتصفيات فرنسا لكأس العالم، وهي خامس تمريرة حاسمة لبنزيمة على التوالي.

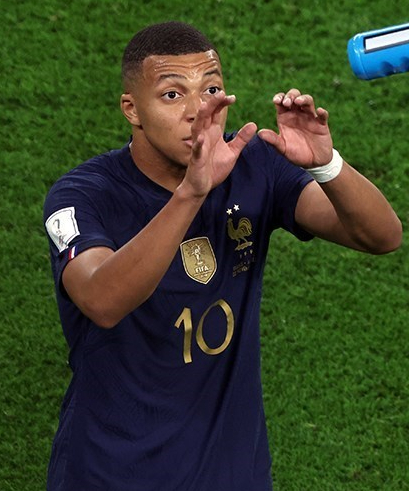
مبابي في مباراة مرحلة المجموعات لكأس العالم 2022 ضد أستراليا، نوفمبر 2022

بدأت فرنسا حملتها في كأس العالم 2022 في قطر ضد أستراليا في 22 نوفمبر 2022. في المباراة، شارك مبابي في ثلاثة من أهداف فرنسا الأربعة في الفوز 4–1. مرر تمريرة مفتاحية في الهدف الثاني، وسجل الهدف الثالث – برأسية من عرضية عثمان ديمبيلي، وصنع هدف أوليفيه جيرو. بعد أربعة أيام، سجل مبابي هدفي فرنسا في الفوز 2–1 على الدنمارك، وتأهل إلى الأدوار الإقصائية وبالتالي كسر «لعنة أبطال كأس العالم». في دور الستة عشر ضد بولندا، سجل مبابي هدفين، الأول في سقف المرمى من 16 ياردة والثاني بتسديدة لولبية في الزاوية العليا، فازت فرنسا 3–1.
بعد مشاركته في انتصار فرنسا على إنجلترا والمغرب في ربع النهائي ونصف النهائي، أصبح مبابي ثاني لاعب في التاريخ يسجل هاتريك في نهائي كأس العالم، حيث سجل ثلاثة أهداف ضد الأرجنتين في نهائي كأس العالم 2022. تقدمت الأرجنتين 2–0 قبل ما يزيد قليلاً عن عشر دقائق متبقية قبل أن يسجل مبابي هدفين في دقيقتين. في الوقت الإضافي، كانت الأرجنتين تتقدم مرة أخرى، من ميسي، قبل أن يتعادل مبابي مرة أخرى مع فرنسا بركلة جزاء ليجعلها 3–3 قبل أربع دقائق من نهاية الوقت الإضافي وتذهب المباراة إلى ركلات الترجيح. سجل مبابي في ركلات الترجيح لكن فرنسا خسرت ركلات الترجيح. حصل على الحذاء الذهبي للبطولة بثمانية أهداف، وأصبح سادس أفضل هداف على الإطلاق في تاريخ كأس العالم برصيد 12 هدفًا، بالتساوي مع بيليه. بعد أن سجل هدفًا في نهائي 2018، أصبح مبابي أيضًا أكثر لاعب سجل أهداف في نهائيات كأس العالم برصيد أربعة أهداف، وكان الهاتريك الذي سجله هو الأول في المباراة النهائية منذ جيوف هورست مع إنجلترا في عام 1966.

### 2023–الآن: شارة القيادة والتأهل لليورو
في 21 مارس 2023، بعد اعتزال هوغو لوريس دوليًا، عين المدير الفني ديدييه ديشامب مبابي قائدًا جديدًا لفرنسا قبل مشوارهم في تصفيات بطولة أمم أوروبا 2024. بعد ثلاثة أيام، في أول مباراة له كقائد، قاد فرنسا للفوز 4–0 على هولندا، من خلال صناعة هدف غريزمان وتسجيله هدفين. في 19 يونيو، سجل مبابي ركلة جزاء في الفوز 1–0 على اليونان، وهو هدفه الأربعين مع المنتخب الفرنسي. وفي نفس الليلة، أصبح أيضًا أصغر لاعب يشارك في 70 مباراة مع منتخب فرنسا. في 13 أكتوبر، سجل مبابي هدفين لفرنسا في الفوز 2–1 على هولندا، مما ضمن التأهل إلى بطولة أمم أوروبا 2024، كما تجاوز ميشيل بلاتيني ليصبح رابع أفضل هداف في تاريخ فرنسا. في 18 نوفمبر، سجل مبابي هاتريك وقدم ثلاث تمريرات حاسمة في الفوز 14–0 على جبل طارق، وهو أكبر فوز لفرنسا في تاريخها. وكان هدفه الثالث في المباراة، تسديدة بعيدة المدى من «40 مترًا»، هدفه الـ300 في مسيرته. كما تجاوز غريزمان ليصبح ثالث أفضل هداف في تاريخ فرنسا، بوصوله إلى 46 هدفاً.
في المباراة الافتتاحية لفرنسا في بطولة أمم أوروبا فازت فرنسا 1–0 على النمسا وساهم مبابي في صناعة الهدف الوحيد في المباراة – هدف المدافع في مرماه – عندما حاول ماكسيميليان ووبر اعتراض عرضية مبابي لكن سجلها في مرماه عن طريق الخطأ، وتعرض مبابي لكسر في الأنف خلال المباراة، مما أدى إلى استبداله وغيابه عن المباراة التالية ضد هولندا. في المباراة الأخيرة من دور المجموعات ضد بولندا، سجل هدفه الأول في بطولات أمم أوروبا من ركلة جزاء بتعادل فريقه 1–1، مما جعل فرنسا تتأهل إلى مرحلة خروج المغلوب بعد أن حلت في المركز الثاني في مجموعتها خلف النمسا برصيد خمس نقاط. في نصف النهائي، قام بصناعة هدف التقدم لزميله راندال كولو مواني لكن خسر الفريق بالنهاية 2–1 أمام إسبانيا. بعد الإقصاء من البطولة، وصف مبابي أداءه في بطولة أمم أوروبا في مقابلة بعد المباراة بـ«الفشل».

## الملف الشخصي للاعب

### أسلوب لعبه

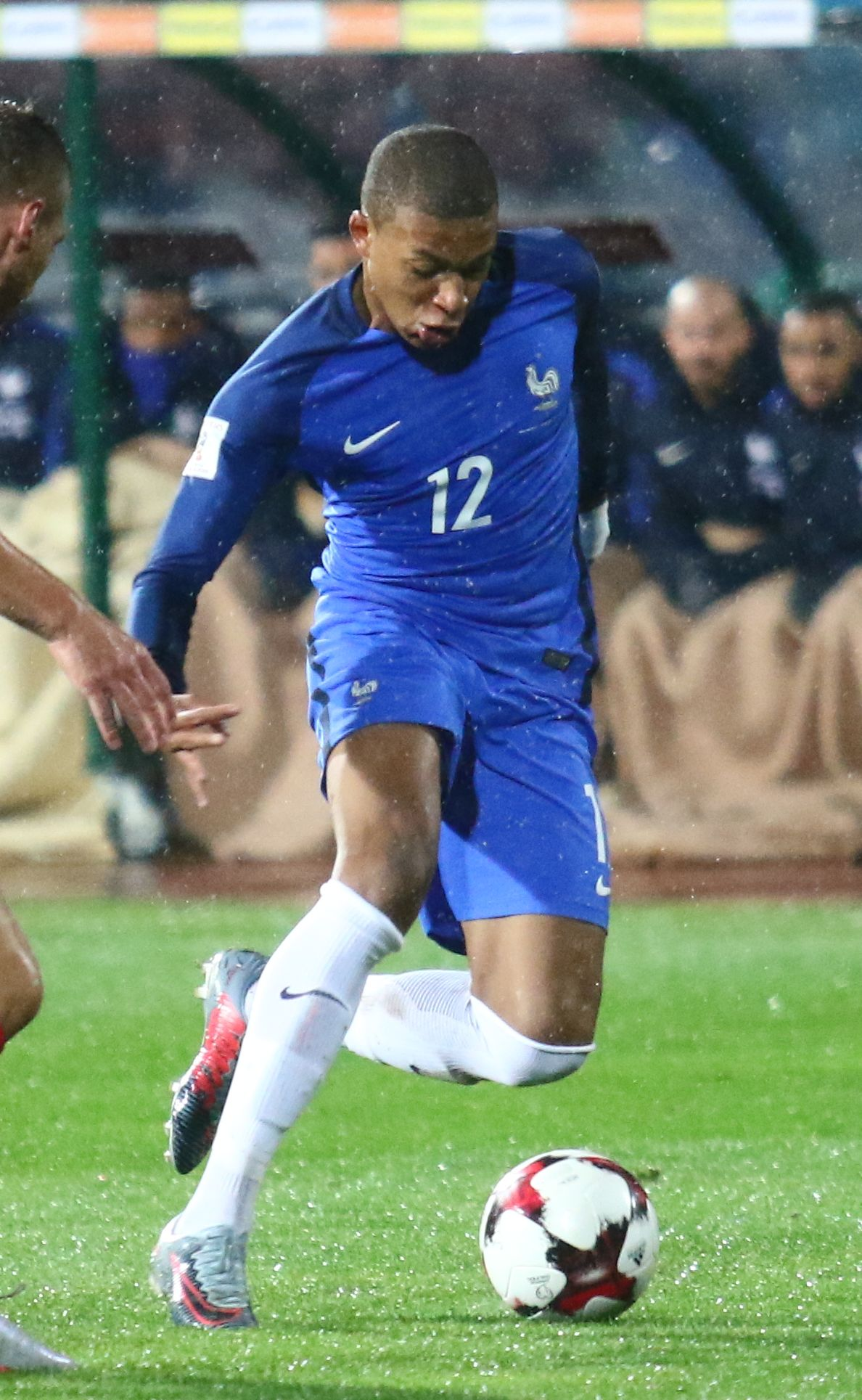
تمت مقارنة تحركات مبابي بالفرنسي تييري هنري والبرازيلي رونالدو

مبابي مهاجم متعدد الاستخدامات، يلعب غالبًا كجناح ويمكنه اللعب على أي من الجناحين بفضل مهاراته بكلتا قدميه. يمكنه التوغل إلى العمق مستخدمًا قدمه اليمنى الأقوى من الجناح الأيسر، ويستطيع صناعة الفرص وتقديم التمريرات الحاسمة لزملائه من الجناح الأيمن بفضل رؤيته. كما يمكنه اللعب في مركز المهاجم الصريح، بفضل هدوئه، دقة إنهائه.
وهو لاعب مهاري للغاية ويشتهر بقدرته على المراوغة الممتازة بالإضافة إلى تسارعه الكبير وخفة حركته وأقدامه السريعة وإبداعه عندما تكون الكرة بحوزته، كما يتضح من خلال استخدامه للخدع المتقنة مثل التجاوز بالسرعة أو التغير المفاجئ لسرعته أو تجاوزه للخصوم في موقف واحد على واحد. يُعتبر مبابي مميزاً بسرعته وتحكمه بالكرة أثناء المراوغة بسرعة، بالإضافة إلى تحركاته، وذكائه التكتيكي، وقدرته على تجاوز خط الدفاع عن طريق الركض في المساحات الهجومية سواء كان بالكرة أو بدونها. تمكنه من تحديد توقيت الركض يجعله تهديداً هجومياً خطيراً في الهجمات المرتدة.
قال عنه أرسين فينغر: «مبابي موهبة عظيمة وطريقة لعبه تشبه طريقة لعب تييري هنري». بعد أدائه مع فرنسا في كأس العالم 2018 شُبه وسائل الإعلام بأسطورة الكرة بيليه. مع قدرته على إرباك الدفاع قال الفرنسي الدولي السابق نيكولا أنيلكا عنه: «يذكرني برونالدو في أولمبياد عام 1996. لديه امكانيات لاعب من الطراز العالمي ويجب عليه إدارتها بشكل صحيح، إذا أراد أن يتّبع مسيرة رونالدو "الظاهرة". سيكون واحدا من الأساطير الذين يصنعون التاريخ في هذه الرياضة».

### استقباله
يُعتبر مبابي على نطاق واسع أفضل لاعب في العالم مُنذ تراجع منافسة رونالدو وميسي، ويُنظر إليه عمومًا كواحد من أفضل اللاعبين في جيله، إن لم يكن الأفضل. إنجازاته الفردية والجماعية، بالإضافة إلى تطوره المبكر، قد نال الكثير من الثناء. قال الدولي الفرنسي السابق ريو مافوبا إنه إذا فاز مبابي بكأس العالم 2022 «ربما سيكون أفضل لاعب فرنسي (على الإطلاق)» مضيفًا «أنا أحب [زين الدين] زيدان ولكن تخيل، في سن 23، بطولتين لكأس العالم، سيكون الأفضل.» خلال نفس كأس العالم، اعتبرت فوكس سبورتس مبابي بالفعل أحد «أعظم اللاعبين في تاريخ كأس العالم» و«أفضل لاعب في العالم.»
صُنف مبابي كأسرع لاعب في العالم وفقًا لإحصائية أجرتها الصحيفة الفرنسية «لو فيغارو». عندما سئل ستيفان دي فري، مدافع إنتر ميلان وهولندا، عن أصعب خصومه، اختار مبابي أمام أي لاعب آخر، بما في ذلك كريستيانو رونالدو، قدوة مبابي في طفولته. في عام 2018 كان يعتبر مبابي أغلى لاعب في العالم من منظور قيمة الانتقال من قبل المركز الدولي للدراسات الرياضية. رُشح لجائزة لوريوس العالمية لأفضل رياضي لهذا العام بسبب أداؤه مع ناديه والمنتخب جعله في عام 2019 وعام 2023.

## حياته الشخصية
كيليان مبابي يعتق المسيحية. في مقابلة مع مجلة تايم عام 2018، تحدث مبابي عن التضحيات التي قام بها في سن المراهقة من أجل تطوير نفسة في كرة القدم: «لم يكن لدي لحظات ما يسمى بالناس العاديين خلال فترة المراهقة، مثل الخروج مع الأصدقاء والاستمتاع بأوقات جيدة» لكن على الرغم من عدم وجود حياة «طبيعية»، يقول مبابي إنه «يعيش الحياة التي كان يحلم بها دائما».
بعد أكثر من 4 أعوام فقط من بداية مشواره الاحترافي، أصبح لديه أكثر من 50 مليون متابع على إنستغرام. مُنذ عام 2023، أصبح لديه أكثر من 100 مليون متابع على إنستغرام. وقال بأن «حياته قد انقلبت رأسا على عقب» منذ دخوله لعالم الشهرة، لكنه يقول بأنه «سعيد». يتحدث ثلاثة لغات بطلاقة وهم الفرنسية، الإنجليزية، والإسبانية.
خلال بطولة أمم أوروبا 2024، تحدث مبابي في مؤتمر صحفي ليدعو جيل الشباب على التصويت ضد ما وصفه بـ«الآراء المتطرفة» في الانتخابات التشريعية الفرنسية 2024.

## خارج كرة القدم

### الإعلام والرعاية
أبرم مبابي عقد رعاية مع شركة الملابس والمعدات الرياضية نايكي. في عام 2017، انفجرت موهبته المذهلة لتطلق نايكي مجموعة أحذية كرة قدم خاصة به وهو في سن الـ18 عامًا، Kylian Mbappé Nike Hypervenom 3. في عام 2018، كشف مبابي النقاب عن أحذية Nike Mercurial Superfly VI المستوحاة من أحذية R9 Mercurial للمهاجم البرازيلي السابق رونالدو. في عام 2018، وقعت شركة صناعة الساعات السويسرية هوبلو عقدًا مع مبابي ليكون سفيرًا عالميًا للعلامة التجارية.
حصل مبابي على أعلى تصنيف مستقبلي يُتنبى بأن يصل له أي لاعب شاب في سلسلة ألعاب الفيديو فيفا 18 التابعة لشركة إي أيه سبورتس حيث وصل تقييمه إلى 94. واحتفاله الشهير بعد تسجيله للأهداف – وهو أن يضع ذراعيه المطوية ويداه مدسوسين تحت الإبطين – استوحاه من أخيه الأصغر إيثان الذي كان يحتفل بهذه الطريقة عندما يفوز على كيليان في لعبة فيفا. وتم إضافة احتفاليته في فيفا 19. ظهر مبابي كنجم غلاف فيفا 21، مما يجعله أصغر لاعب يظهر على الغلاف بمفرده.
في عام 2023، صُنف من قبل مجلة تايم ضمن أكثر 100 شخص تأثيرًا في العالم؛ وفي نفس العام، احتل المرتبة الثالثة في قائمة فوربس لأعلى الرياضيين اجرا في العالم

### الأعمال الخيرية

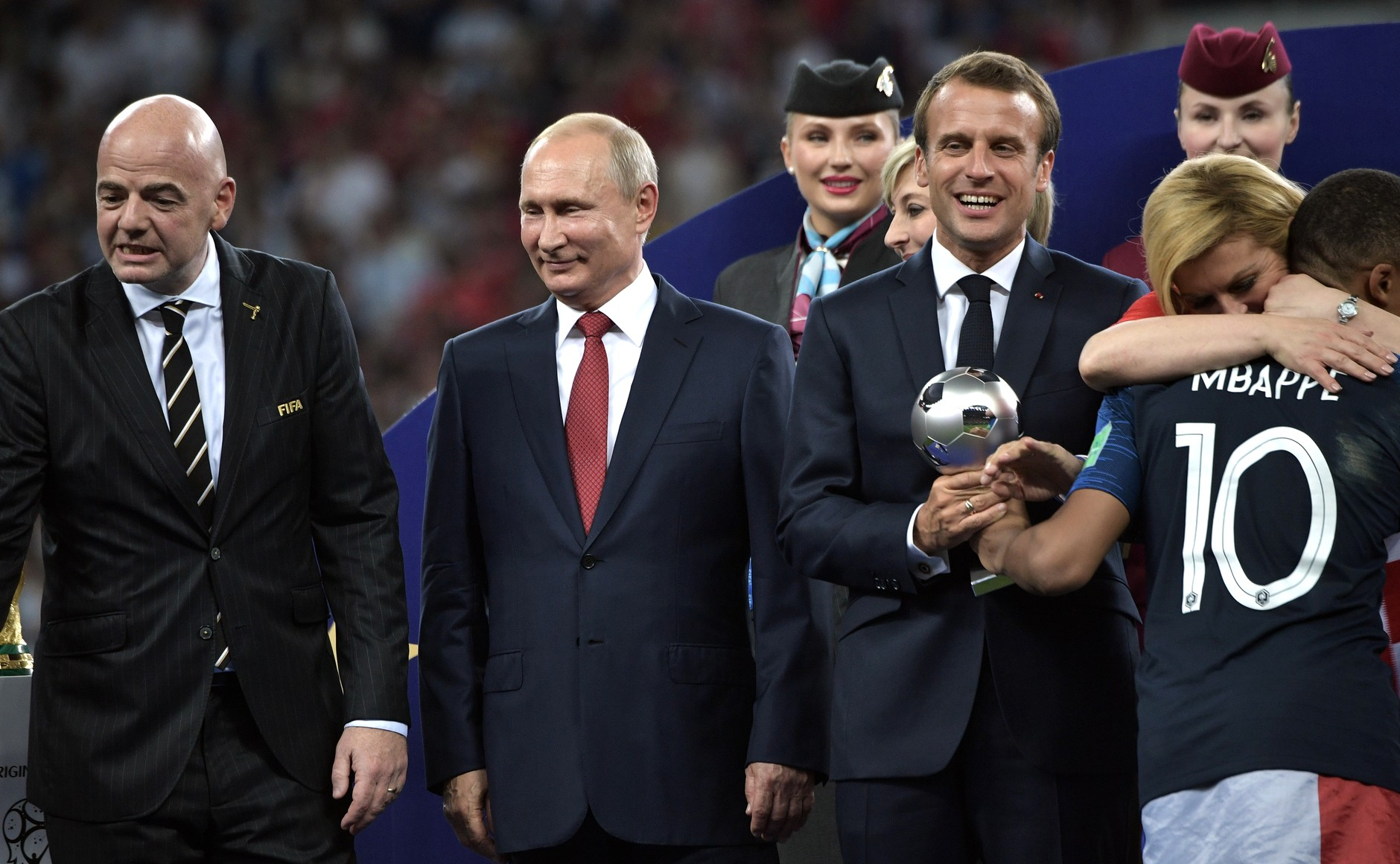
التقى مبابي (في الصورة وهو يتسلم جائزة اللاعب الشاب في كأس العالم بجانب الرئيس الفرنسي إيمانويل ماكرون) بالرئيس في فبراير 2018 لمناقشة مشروع رياضي في إفريقيا

في 22 فبراير 2018، انضم إلى مبابي اثنين من أعظم مهاجمي إفريقيا، مهاجم ميلان السابق ورئيس نادي دولة ليبريا الحالي جورج ويا، ومهاجم تشيلسي السابق ديدييه دروغبا، في لقاء مع الرئيس الفرنسي إيمانويل ماكرون ورئيس الاتحاد الدولي لكرة القدم جياني إنفانتينو في قصر الإليزيه في باريس، وركزوا حديثهم على مشروع تطوير الرياضة في إفريقيا. ذكر مبابي أن تطور الرياضة الإفريقية مهم بالنسبة له بسبب أصول والديه الإفريقية.
في 28 يناير 2019، تبرع مبابي بمبلغ 34،000 دولار (حوالي 26،000 جنيه إسترليني) لحملة تمويل جماعي لتمويل مهمة بحث خاصة للعثور على لاعب كرة القدم إيميليانو سالا، الذي اختفت طائرته فوق بحر المانش قبل أسبوع. في وقت لاحق، في 10 فبراير 2019، تبرع مبابي بمبلغ إضافي قدره 27،000 جنيه إسترليني لحملة GoFundMe التي أُنشِئت لتمويل البحث عن طيار الطائرة الذي لا يزال مفقودًا، ديفيد إيبوتسون.

## الإحصائيات

### النادي
آخر تحديث 19 فبراير 2025.
| النادي                   | الموسم   | الدوري                        | الدوري | الدوري  | الكأس الوطني | الكأس الوطني | كأس الدوري | كأس الدوري | أوروبا | أوروبا  | أخرى   | أخرى    | المجموع | المجموع |
| النادي                   | الموسم   | الدرجة                        | الظهور | الأهداف | الظهور       | الأهداف      | الظهور     | الأهداف    | الظهور | الأهداف | الظهور | الأهداف | الظهور  | الأهداف |
| ------------------------ | -------- | ----------------------------- | ------ | ------- | ------------ | ------------ | ---------- | ---------- | ------ | ------- | ------ | ------- | ------- | ------- |
| موناكو ب                 | 2015–16  | الدوري الفرنسي الدرجة الرابعة | 10     | 2       | —            | —            | —          | —          | —      | —       | —      | —       | 10      | 2       |
| موناكو ب                 | 2016–17  | الدوري الفرنسي الدرجة الرابعة | 2      | 2       | —            | —            | —          | —          | —      | —       | —      | —       | 2       | 2       |
| موناكو ب                 | المجموع  | المجموع                       | 12     | 4       | —            | —            | —          | —          | —      | —       | —      | —       | 12      | 4       |
| موناكو                   | 2015–16  | الدوري الفرنسي                | 11     | 1       | 1            | 0            | 1          | 0          | 1      | 0       | —      | —       | 14      | 1       |
| موناكو                   | 2016–17  | الدوري الفرنسي                | 29     | 15      | 3            | 2            | 3          | 3          | 9      | 6       | —      | —       | 44      | 26      |
| موناكو                   | 2017–18  | الدوري الفرنسي                | 1      | 0       | —            | —            | —          | —          | —      | —       | 1      | 0       | 2       | 0       |
| موناكو                   | المجموع  | المجموع                       | 41     | 16      | 4            | 2            | 4          | 3          | 10     | 6       | 1      | 0       | 60      | 27      |
| باريس سان جيرمان (إعارة) | 2017–18  | الدوري الفرنسي                | 27     | 13      | 5            | 4            | 4          | 0          | 8      | 4       | —      | —       | 44      | 21      |
| باريس سان جيرمان         | 2018–19  | الدوري الفرنسي                | 29     | 33      | 4            | 2            | 2          | 0          | 8      | 4       | 0      | 0       | 43      | 39      |
| باريس سان جيرمان         | 2019–20  | الدوري الفرنسي                | 20     | 18      | 3            | 4            | 3          | 2          | 10     | 5       | 1      | 1       | 37      | 30      |
| باريس سان جيرمان         | 2020–21  | الدوري الفرنسي                | 31     | 27      | 5            | 7            | —          | —          | 10     | 8       | 1      | 0       | 47      | 42      |
| باريس سان جيرمان         | 2021–22  | الدوري الفرنسي                | 35     | 28      | 3            | 5            | —          | —          | 8      | 6       | 0      | 0       | 46      | 39      |
| باريس سان جيرمان         | 2022–23  | الدوري الفرنسي                | 34     | 29      | 1            | 5            | —          | —          | 6      | 7       | 0      | 0       | 24      | 25      |
| باريس سان جيرمان         | 2023–24  | الدوري الفرنسي                | 29     | 27      | 6            | 8            | —          | —          | 12     | 8       | 1      | 1       | 48      | 44      |
| باريس سان جيرمان         | المجموع  | المجموع                       | 205    | 175     | 27           | 35           | 9          | 2          | 64     | 42      | 3      | 2       | 308     | 256     |
| ريال مدريد               | 2024–25  | الدوري الإسباني               | 22     | 17      | 1            | 1            | —          | —          | 10     | 7       | 4      | 3       | 59      | 44      |
| الإجمالي                 | الإجمالي | الإجمالي                      | 280    | 212     | 32           | 38           | 13         | 5          | 84     | 55      | 8      | 5       | 417     | 315     |

"
1. ↑  تشمل كأس فرنسا
2. ↑  تشمل كأس الرابطة الفرنسية
3. ↑  المباريات في الدوري الأوروبي
4. 1 2 3 4 5 6 7 8  المباريات في دوري أبطال أوروبا
5. ↑  المباريات في كأس الأبطال الفرنسي
6. 1 2  المباريات في كأس الأبطال الفرنسي
7. ↑  مباراة في كأس السوبر الأوروبي ومباراة في كأس القارات للأندية ومباراتين في كأس السوبر الإسباني

### المنتخب
آخر تحديث 9 يوليو 2024.
| المنتخب الوطني | العام   | الظهور | الأهداف |
| -------------- | ------- | ------ | ------- |
| فرنسا          | 2017    | 10     | 1       |
| فرنسا          | 2018    | 18     | 9       |
| فرنسا          | 2019    | 6      | 3       |
| فرنسا          | 2020    | 5      | 3       |
| فرنسا          | 2021    | 14     | 8       |
| فرنسا          | 2022    | 13     | 12      |
| فرنسا          | 2023    | 9      | 10      |
| فرنسا          | 2024    | 9      | 2       |
| المجموع        | المجموع | 84     | 48      |

## الإنجازات
موناكو
- الدوري الفرنسي: 2016–17[316]

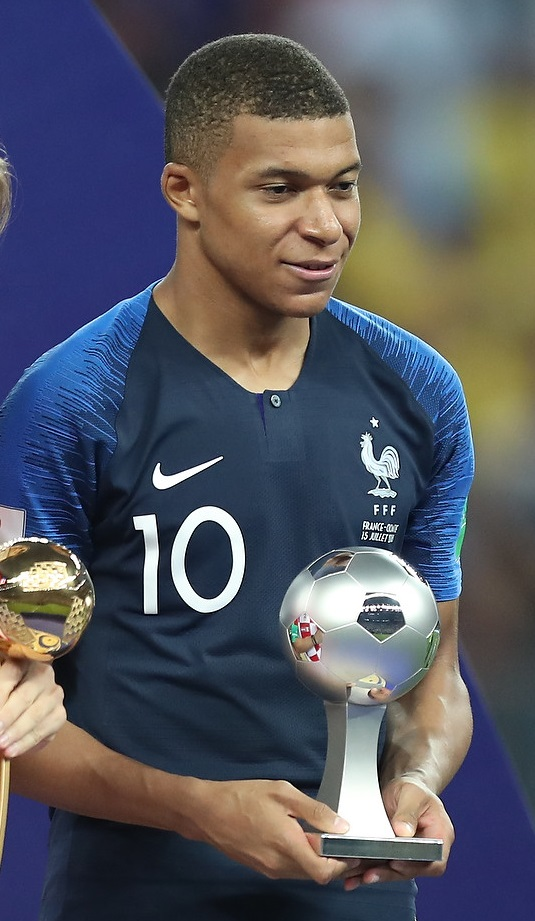
مبابي مع جائزة أفضل لاعب شاب في كأس العالم 2018

- كأس الرابطة الفرنسية الوصيف: 2016–17[317]
- كأس الأبطال الفرنسي الوصيف: 2017[318]

 باريس سان جيرمان
- الدوري الفرنسي: 2017–18،[319] 2018–19،[320] 2019–20،[321] 2021–22،[322] 2022–23،[323] 2023–24[324]
- كأس فرنسا: 2017–18،[325] 2019–20،[326] 2020–21،[327] 2023–24؛[328] الوصيف: 2018–19[329]
- كأس الرابطة الفرنسية: 2017–18،[330] 2019–20[331]
- كأس الأبطال الفرنسي: 2019،[332] 2020،[333] 2023[334]

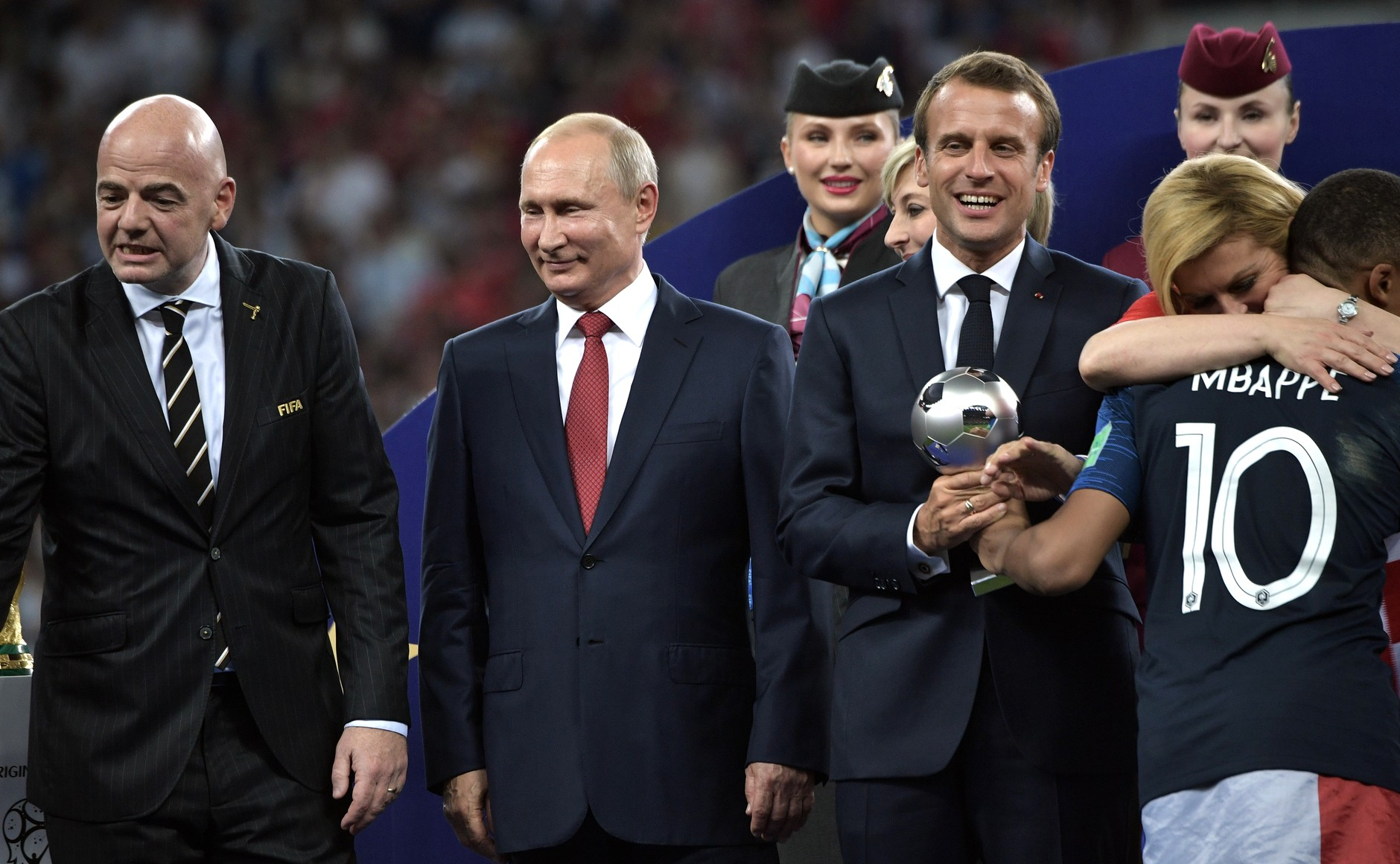
مبابي (رقم 10) يستلم جائزة أفضل لاعب شاب في كأس العالم من إيمانويل ماكرون في حين يتم تهنئته من قبل كوليندا غرابار كيتاروفيتش، مع رئيس الفيفا جياني إنفانتينو (أقصى اليسار) بجوار فلاديمير بوتين

- دوري أبطال أوروبا الوصيف: 2019–20[335]

 ريال مدريد
- كأس السوبر الأوروبي: 2024[336]
- كأس القارات للأندية: 2024[337]

 فرنسا تحت 19
- بطولة أمم أوروبا تحت 19 سنة: 2016[338]

 فرنسا
- كأس العالم: البطل: 2018؛[339] الوصيف: 2022[340]
- دوري الأمم الأوروبية: 2020–21[341]

الفردية
- فريق البطولة في بطولة أمم أوروبا تحت 19 سنة: 2016[342]
- أفضل لاعب شاب في الدوري الفرنسي من الاتحاد الوطني للاعبي كرة القدم المحترفين: 2016–17،[343] 2017–18،[344] 2018–19[345]
- فريق العام في الدوري الفرنسي من الاتحاد الوطني للاعبي كرة القدم المحترفين: 2016–17،[346] 2017–18،[347] 2018–19،[348] 2020–21،[349] 2021–22،[350] 2022–23،[155] 2023–24[351]
- لاعب الشهر في الدوري الفرنسي من الاتحاد الوطني للاعبي كرة القدم المحترفين: أبريل 2017،[352] مارس 2018[353]، أغسطس 2018،[49] فبراير 2019،[354] فبراير 2021[355] أغسطس 2021،[356] فبراير 2022،[357] نوفمبر/ديسمبر 2022،[358] فبراير 2023،[359] أكتوبر 2023،[360] نوفمبر 2023[361]
- دوري أبطال أوروبا تشكيلة الموسم: 2016–17،[362] 2019–20،[363] 2020–21،[364] 2021–22[365]
- جائزة الفتى الذهبي: 2017[366]
- جائزة أفضل لاعب شاب في كأس العالم: 2018[367]
- تشكيلة الأحلام في كأس العالم: 2018[368]
- جائزة اليويفا لأفضل فريق: 2018[369]
- جائزة كوبا: 2018[370]
- لاعب الموسم في الدوري الفرنسي: 2018–19،[348] 2020–21،[371] 2021–22،[43] 2022–23،[154] 2023–24[372]
- هداف الدوري الفرنسي: 2018–19،[88] 2019–20،[95] 2020–21،[373] 2021–22،[141][142] 2022–23،[152] 2023–24[374]
- جائزة أفضل لاعب فرنسي: 2018،[375] 2019،[376] 2022[377]
- فيفبرو: 2018،[378] 2019،[379] 2022،[380] 2023[381]
- فريق العالم للرجال من الاتحاد الدولي لتاريخ وإحصاءات كرة القدم: 2018،[382] 2021،[383] 2022،[384] 2023[385]
- جائزة أونز الذهبية: 2019[386]
- أفضل مرر تمريرات حاسمة في الدوري الفرنسي: 2021–22[141][142]
- جائزة أفضل لاعب في العام من جلوب سوكر: 2021،[387] 2024[388]
- نهائيات دوري الأمم الأوروبية الحذاء الذهبي: 2021[240]
- أفضل هدّاف من الاتحاد الدولي لتاريخ وإحصاءات كرة القدم: 2022[389]
- الحذاء الذهبي لكأس العالم: 2022[390]
- الحذاء الفضي لكأس العالم: 2022[391]
- تشكيلة العام لمجلة وسائل الإعلام الرياضية الأوروبية: 2022–23[392]
- هداف دوري أبطال أوروبا: 2023–24[393]

الأوسمة
- وسام جوقة الشرف: 2018[394]

## وصلات خارجية
- كيليان مبابي على موقع الاتحاد الدولي (مؤرشف)  (الإنجليزية)
- كيليان مبابي على موقع الاتحاد الأوربي (الإنجليزية)
- كيليان مبابي على موقع إي إس بي إن إف سي (الإنجليزية)
- كيليان مبابي على موقع قاعدة بيانات كرة القدم.إي يو (الإنجليزية)
- كيليان مبابي على موقع بيانات كرة القدم. دي إي (الألمانية)
- كيليان مبابي على موقع ليكيب (الفرنسية)
- كيليان مبابي على موقع ناشيونال فوتبول تيمز (الإنجليزية)
- كيليان مبابي على موقع Soccerbase.com (لاعب) (الإنجليزية)
- كيليان مبابي على موقع Soccerway.com (الإنجليزية)
- كيليان مبابي على موقع عالم كرة القدم.نت (الإنجليزية)
- كيليان مبابي على موقع الاتحاد الفرنسي لكرة القدم (بالفرنسية)
- كيليان مبابي – سجل منافسات اليويفا